# 米爾克里克 (特拉華州)
米爾克里克（英語：Mill Creek）是位於美國特拉華州紐卡斯爾縣的一個非建制地區。該地的面積和人口皆未知。

## 地理
米爾克里克的座標為39°47′05″N 75°42′18″W / 39.78472°N 75.70500°W，而該地的平均海拔高度為79米（即259英尺）。